# F테스트

두 자유도(d1, d2)가 10일 때의 F-검정 확률분포함수, 유의 수준 0.05

F 테스트 또는 F-검정(F-test)은 검정통계량이 귀무 가설 하에서 F-분포를 갖는 통계 검정으로, 두 표본 간의 분산을 비교하거나 여러 표본 간의 분산비를 비교하기 위해 사용된다. 데이터가 샘플링된 모집단에 가장 적합한 모델을 식별하기 위해 데이터 세트에 맞는 통계 모델을 비교할 때 가장 자주 사용된다. 정확한 "F-검정"은 주로 모형이 최소 제곱을 사용하여 데이터에 적합할 때 발생한다. 이 이름은 로널드 A. 피셔 경을 기리기 위해 조지 W. 스네데코(George W. Snedecor)가 만들었다. 피셔(Fisher)는 처음에 1920년대의 분산 비율로 통계를 개발했다.

## F분포
F 분포(F-distribution 또는 Snedecor's F distribution 또는 Fisher–Snedecor distribution)은 통계학에서 사용되는 연속 확률 분포로, F 검정(F 테스트)과 분산분석 등에서 주로 사용된다.

## 같이 보기
- T 테스트
- Z-분포
- F값